# 松原市立松原小学校
松原市立松原小学校（まつばらしりつ まつばらしょうがっこう）は、大阪府松原市新堂二丁目にある公立小学校。略称は「松小」。

## 概要
松原市中心部に位置し、松原市有数の歴史を誇る小学校である。

## 沿革
- 1874年（明治7年）4月 - 創立。
- 1878年（明治11年）8月 - 独立校舎に移転。上田小学校へ改称。
- 1887年（明治20年）8月 - 新堂に新築移転し、新堂小学校へ改称。
- 1908年（明治41年）1月 - 校舎を現在の上田3丁目に移転。松原尋常小学校へ改称。
- 1934年（昭和9年）9月 - 室戸台風により、木造校舎が1棟倒壊[1]。
- 1941年（昭和16年）4月 - 国民学校令により、松原国民学校に改称。
- 1947年（昭和22年）4月 - 学制改革により、松原町立松原小学校へ改称。
- 1955年（昭和30年）2月 - 松原市誕生により、松原市立松原小学校へ改称。
- 1956年（昭和31年）4月 - 松原市立松原北小学校を分離。
- 1958年（昭和33年）2月 - 校歌を制定
- 1961年（昭和36年）9月 - 第2室戸台風により、講堂が損壊。
- 1962年（昭和37年）4月 - 松原市立松原南小学校を分離。
- 1972年（昭和47年）
  - 3月 - 現在地に移転。
  - 4月 - 松原市立松原西小学校を校内に仮開校。
- 1973年（昭和48年）11月 - 松原西小学校を新校舎（新堂五丁目）に移転。
- 1976年（昭和51年）4月 - 松原市立松原東小学校を分離。
- 1981年（昭和56年）10月 - 米飯給食を開始。
- 1993年（平成5年）11月 - ランチルーム（総合学習室）を設置。
- 1999年（平成11年）11月 - コンピューター教室を設置。

## 学校周辺
- 大阪府立生野高等学校
- 松原市立松原中学校 - 生野高校の北側に隣接。
- 新堂2丁目町会集会所
- 鯉野池オアシス広場
  - 鯉野池
- このほか、中小規模のマンション・アパートなどの住宅や中小規模の医療機関なども点在。

## 通学区域
- 松原市[2]
  - 新堂1～4丁目
  - 上田3～8丁目
  - 西大塚1丁目

## 進学先中学校
- 卒業後は基本的に松原市立松原中学校へ進学する[2]

## 交通アクセス
学校正門まで
- 近鉄バス「10」・「13」・「14」の各系統で、「上田元町」停留所下車後、徒歩約310m・約5分。
- 近畿日本鉄道大阪線河内松原駅より、
  - 出口1から、徒歩約530m・約8分。
  - 上述の近鉄バスに乗車し、「上田元町」停留所下車後、徒歩。